# Класс, Саломон
Саломон Класс (17 апреля 1907 — 22 марта 1985) — капитан финской армии, командир роты. Один из трёх финских евреев, которые были представлены к Железному кресту германским командованием во время Второй мировой войны, однако все трое отказались принять награду. Также был сионистом и участвовал в добровольческих еврейских формированиях в Палестине в довоенный период.

## Ранние годы
Саломон Класс родился в семье из восьми детей в Хельсинки, Финляндия, в 1907 году. Его отцом был Иерехмиэль Класс, владелец магазина, а матерью — Бася-Брайна Класс. Семья переехала из Латвии в Финляндию в период между 1899 и 1901 годом (точная дата неизвестна). 
Класс вступил в добровольческое ополчение (шюцкор) и прошёл там военную подготовку. Дослужился до звания командира роты, но был вынужден перейти в другое подразделение после усиления антисемитизма в 1933 году. Продолжал службу до 1935 г., когда уехал в Палестину, где прожил четыре года, сражаясь в рядах подпольного движения сопротивления Эцель против британского правления. Автор Джон Б. Саймон называет Класса «и финским патриотом, и ярым сионистом».

## Служба в финской армии
После финской мобилизации 1939 года Класс вернулся в Финляндию для участия в зимней войне против Советского Союза. Он командовал ротой, которая защищала остров Максима на Ладожском озере. Первоначально, подразделение успешно отразило наступление на остров советских войск, которые использовали танки в качестве снегоочистителей на замёрзшем озере; финская артиллерия разбила лёд и некоторые танки провалились. Однако к февралю 1940 года финские войска на острове понесли большие потери, а давление советских войск усилилось. 24 февраля пуля советского пулемётчика попала в его череп, из-за чего он навсегда ослеп на один глаз. Класс лечился в военном госпитале до конца Зимней войны.
Несмотря на статус инвалида войны, он вернулся на военную службу для обучения призывников осенью 1940 года. После начала войны-продолжения, в результате которой Германия и Финляндия выступили против Советского Союза во время Второй мировой войны, Класс был назначен командиром Первой роты 11-го пехотного полка в секторе Кестинки около Ухтуа. Пехотный полк был подчинён немецкой армии «Норвегия», и Класс ежедневно общался с немецкими и австрийскими солдатами. Однажды командир немецкой дивизии полковник Пильгрим неожиданно посетил командный пункт Класса, чтобы похвалить его за работу и спросил, не из Прибалтики ли он, обратив внимание на его акцент, когда он говорил по-немецки. Класс ответил, что его родным языком является идиш, и что он еврей, на что Пильгрим отреагировал, встав и сказав: «Лично я ничего не имею против вас как еврея», отдал нацистское приветствие и покинул палатку.

### Представление к Железному кресту
К северу от области Киестинки советские войска заняли оборону на укреплённом холме, который немецкие войска планировали атаковать. Готовясь к наступлению, финская артиллерия обстреляла холм, и в промежутках между перестрелками рота Класса отбила семь советских контратак. После того, как немцы овладели холмом, Саломон Класс оказался в списке финских военнослужащих, представленных к немецкому Железному кресту. Класс попросил своего начальника удалить его имя из списка, и вместо этого был награждён финским орденом Креста свободы 3-го класса. Класс сделал это намеренно, чтобы не испортить сложившееся сотрудничество между финскими и немецкими военнослужащими. Два других финских еврея, представленные к Железному кресту, майор Лев Скурник и медсестра Дина Полякофф, также отказались от награды.

## После войны
После увольнения из армии в конце Второй мировой войны Класс эмигрировал в Швецию, где занимался торговлей мехом. Он написал свои мемуары под названием Minnen от Vinterkriget или Fortsättningskriget 1939—1945 (Воспоминания о Зимней войне и Войне-продолжении, 1939—1945).

### Список используемой литературы
- Simon, John B. Strangers in a Stranger Land: How One Country's Jews Fought an Unwinnable War alongside Nazi Troops... and Survived (англ.). — Rowman & Littlefield, 2019. — ISBN 9789514477027.
- Rautkallio, Hannu. 'Cast into the Lion's Den': Finnish Jewish Soldiers in the Second World War (англ.) // Journal of Contemporary History[англ.] : journal. — 1994. — Vol. 29, no. 1. — P. 53—94. — doi:10.1177/002200949402900103.